# Alberto Saavedra Muñoz
Alberto Saavedra Muñoz (Oviedo, 29 oktober 1981) is een Spaans voormalig profvoetballer die als verdediger speelde.

## Carrière
Saavedra begon zijn voetbalcarrière bij Real Oviedo, waar hij in het seizoen 2002/2003 5 wedstrijden speelde. Hij vertrok vervolgens naar CD Numancia, maar speelde daar nooit een wedstrijd en verhuisde in 2004 naar ADO Den Haag. Hij maakte zijn debuut in de Eredivisie op 23 januari 2004 in de met 0-1 gewonnen uitwedstrijd tegen AZ. Na vier seizoenen keerde hij terug naar Spanje. Daar speelde hij nog tot 2018 op het derde en vierde niveau.
Zowel zijn vader José Jorge Saavedra Rodríguez als zijn broer José Jorge Saavedra Muñoz (Pepe) waren profvoetballer en kwamen onder meer uit voor Oviedo.